# Marc Mauillon
 (juillet 2022).
Si vous disposez d'ouvrages ou d'articles de référence ou si vous connaissez des sites web de qualité traitant du thème abordé ici, merci de compléter l'article en donnant les références utiles à sa vérifiabilité et en les liant à la section « Notes et références ».
Marc Mauillon, né à Montbéliard en 1980, est un chanteur français, tantôt ténor, tantôt baryton.

## Biographie
Nommé dans la catégorie Révélation Artiste Lyrique des Victoires de la musique classique 2010, le baryton Marc Mauillon parcourt avec bonheur l’éventail des styles et des époques.
Même s’il est notamment reconnu dans le répertoire baroque (depuis le Jardin des Voix, il retrouve régulièrement William Christie : dans le Judicium Salomonis (Le Jugement de Salomon) de Marc-Antoine Charpentier chez Virgin Classics, Armide de Jean-Baptiste Lully au Théâtre des Champs-Élysées, Dido and Æneas (Didon et Énée) d'Henry Purcell au Festival de Vienne, à l’Opéra-Comique de Paris, au Muziektheater d'Amsterdam invité par le DNO, ainsi qu'au Barbican Hall de Londres. On l'a également entendu dans King Arthur (Le Roi Arthur) semi-opéra (Mask) du même Henry Purcell, dirigé par Hervé Niquet et mis en scène par Shirley et Dino. Il est présent dans d’autres répertoires : chez Mozart, il a été Papageno (La Flûte enchantée) et Guglielmo (Così fan tutte) ; en opéra contemporain, on a pu l’entendre dans Le Balcon de Péter Eötvös ou Roméo et Juliette de Pascal Dusapin à l’Opéra-Comique ; il a également abordé l’opérette, avec Jacques Offenbach (La Vie parisienne) ou Manuel Rosenthal (Rayon des Soieries) ; dans les Fêtes d'Hébé à l'Opéra Comique en décembre 2024 (Momus et Mercure). Parmi les autres rôles qu’il a tenus sur scène, on retiendra le Mari (Les Mamelles de Tirésias, de Francis Poulenc), Pelléas et Mélisande de Claude Debussy, au Festival Messiaen au pays de la Meije, ou son rôle dans la création à Besançon de La Valse perdue d’Offenbach.
En concert, Marc Mauillon fait montre du même éclectisme, avec une tendresse particulière pour les musiques anciennes : il travaille régulièrement avec Jordi Savall, les ensembles Alla Francesca et Doulce Mémoire, et a enregistré des œuvres de Guillaume de Machaut, pour la première fois dans leur intégralité, chez Eloquencia : L'Amoureus Tourment (diapason d'Or et R10 Classica Répertoire) et Le Remède de Fortune (diapason d'Or de l'année et Choc du Monde de la Musique), tous deux salués par le public et la critique.
Notamment dans son programme, la reprise du rôle de Guglielmo dans Così fan tutte (en tournée en 2008-2009 et 2009-2010) et le rôle de Testo (« Le témoin ») dans Il combattimento di Tancredi e Clorinda (Le Combat de Tancrède et Clorinde) de Claudio Monteverdi en enregistrement et concert avec Le Poème Harmonique. Il est également avec Les Arts Florissants à la salle Pleyel (Paris), à l'Arsenal de Metz, à la Chapelle du château de Versailles, et au Barbican Hall de Londres pour un programme de Grands Motets français, après avoir été le Spirit, dans Didon et Énée (Dido and Æneas) de Purcell, au DNO d'Amsterdam et au Barbican ; il est enfin en tournée en Europe et Amérique du Nord sous la direction de Jordi Savall.

## Prix et distinctions
- Révélation Classique de l'Adami en 2004[6]
- Victoires de la musique classique 2010 - nomination dans la catégorie Révélation Lyrique [1]

## Discographie sélective
- Marin Marais : Alcione, Tragédie lyrique, Lisandro Abadie, Marc Mauillon, Cyril Auvity, Le Concert des Nation, dir Jordi Sava ll, 3 SACD Alia Vox 2020
- Marc-Antoine Charpentier, Airs sérieux et à boire, Les Épopées, dir. Stéphane Fuguet (CSV 2023)